# Nanci Griffith
Nanci Griffith   (Seguin, 6 de juliol de 1953 - Nashville, 13 d'agost de 2021), nom amb què es coneix Nanci Caroline Griffith, va ser una cantant, guitarrista i compositora estatunidenca, que va créixer a Austin i residia a Nashville (Tennessee).
La seva carrera va abastar una varietat de gèneres musicals, predominantment country i folk, i el que ella anomenava "folkabilly". Griffith va guanyar un Premi Grammy al millor àlbum de folk contemporani el 1994 per Other Voices, Other Rooms, en el que canta les cançons dels artistes que més la van influir. L'any 2008 va guanyar el premi Americana Trailblazer, atorgat per l'Americana Music Association.

## Discografia
| Any  | Títol                                                                        | Discogràfica | Notes        |
| ---- | ---------------------------------------------------------------------------- | ------------ | ------------ |
| 1978 | There's a Light Beyond These Woods                                           | B.F. Deal    |              |
| 1982 | Poet in My Window                                                            | Featherbed   |              |
| 1984 | Once in a Very Blue Moon                                                     | Philo        |              |
| 1986 | The Last of the True Believers                                               | Philo        |              |
| 1987 | Lone Star State of Mind                                                      | MCA          |              |
| 1988 | Little Love Affairs                                                          | MCA          |              |
| 1988 | One Fair Summer Evening                                                      | MCA          |              |
| 1989 | Storms                                                                       | MCA          |              |
| 1991 | Late Night Grande Hotel                                                      | MCA          |              |
| 1993 | Other Voices, Other Rooms                                                    | Elektra      |              |
| 1993 | The MCA Years: A Retrospective                                               | MCA          | recopilatori |
| 1993 | The Best of Nanci Griffith                                                   | MCA          | recopilatori |
| 1994 | Flyer                                                                        | Elektra      |              |
| 1997 | Blue Roses from the Moons                                                    | Elektra      |              |
| 1997 | Country Gold                                                                 | MCA          | recopilatori |
| 1998 | Other Voices, Too (A Trip Back to Bountiful)                                 | Elektra      |              |
| 1999 | The Dust Bowl Symphony                                                       | Elektra      |              |
| 2000 | Wings to Fly and a Place To Be: An Introduction to Nanci Griffith            | MCA          | recopilatori |
| 2001 | 20th Century Masters – The Millennium Collection: The Best of Nanci Griffith | MCA          | recopilatori |
| 2001 | Clock Without Hands                                                          | Elektra      |              |
| 2002 | Winter Marquee                                                               | Rounder      |              |
| 2002 | From a Distance: The Very Best of Nanci Griffith                             | MCA          | recopilatori |
| 2003 | The Complete MCA Studio Recordings                                           | MCA          | recopilatori |
| 2004 | Hearts in Mind                                                               | New Door     |              |
| 2006 | Ruby's Torch                                                                 | Rounder      |              |
| 2009 | The Loving Kind                                                              | Rounder      |              |
| 2012 | Intersection                                                                 | Hell No      |              |
| 2015 | Ghost In The Music                                                           | ROX VOX      | recopilatori |